# Kumulacja roszczeń
Kumulacja roszczeń – sytuacja, w której powód jednym pozwem dochodzi kilku roszczeń przeciwko temu samemu pozwanemu. Łączenie roszczeń w jednym pozwie dopuszczalne jest pod warunkiem spełnienia wymagań przewidzianych w art. 191 Kodeksu postępowania cywilnego.
Jeżeli roszczenia są tego samego rodzaju powód może dochodzić jednym pozwem kilku roszczeń, jeżeli:
- roszczenia nadają się do tego samego trybu postępowania, chyba że ustawa zezwala na łączenie roszczeń rozpoznawanych w różnych trybach,
- sąd jest właściwy ze względu na ogólną wartość roszczeń oraz
- zachodzi właściwość miejscowa sądu dla poszczególnych roszczeń (wymóg nie jest zawarty w art. 191 KPC).

Jeżeli roszczenia są różnego rodzaju muszą zostać spełnione dodatkowe warunki:
- dla któregokolwiek z tych roszczeń nie może być przewidziane postępowanie odrębne oraz
- nie zachodzi niewłaściwość sądu według przepisów o właściwości bez względu na wartość przedmiotu sporu.

O tym, czy roszczenia przedstawione przez powoda w jednym pozwie mogą być łącznie rozpoznane, decyduje sąd, do którego wpłynął pozew. Następstwem kumulacji roszczeń jest rozpoznanie ich w jednym postępowaniu i rozstrzygnięcie w jednym orzeczeniu.

Sąd może zarządzić oddzielną rozprawę co do poszczególnych roszczeń, jeżeli uzna to za celowe. Względy celowości mogą również zadecydować o wydaniu co do jednego z roszczeń wyroku częściowego.